# Dighton (Kansas)

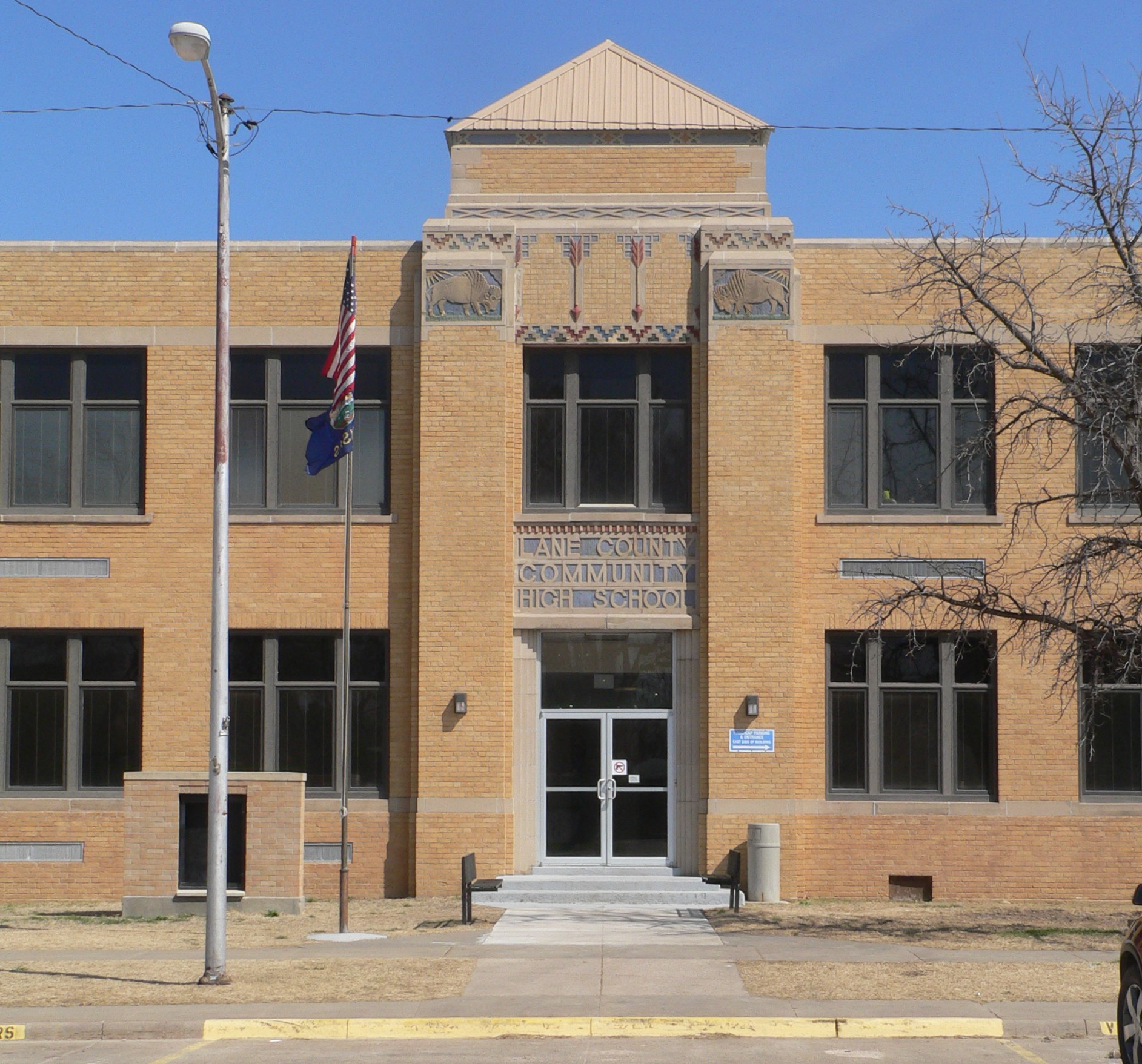
Lycée Dighton (2015)

Pour les articles homonymes, voir Dighton.
La ville de Dighton est le siège du comté de Lane, dans l’État du Kansas, aux États-Unis. Sa population s’élevait à 1 038 habitants lors du recensement de 2010, estimée à 925 habitants en 2018.

## Source
- (en) Cet article est partiellement ou en totalité issu de l’article de Wikipédia en anglais intitulé « Dighton, Kansas » (voir la liste des auteurs).

1. ↑  (en) « Population and Housing Unit Estimates » (consulté le 18 février 2020)
2. ↑  (en) « U.S. Decennial Census » (consulté le 18 février 2020)